# Арлингтон (Вермонт)
Арлингтон (енгл. Arlington) насељено је место без административног статуса у америчкој савезној држави Вермонт.

## Демографија
По попису из 2010. године број становника је 1.213, што је 14 (1,2%) становника више него 2000. године.
| Група             | 2000.         | 2010.         |
| Белци             | 1.164 (97,1%) | 1.153 (95,1%) |
| Афроамериканци    | 6 (0,5%)      | 8 (0,7%)      |
| Азијати           | 8 (0,7%)      | 12 (1,0%)     |
| Хиспаноамериканци | 3 (0,3%)      | 20 (1,6%)     |
| Укупно            | 1.199         | 1.213         |